# Tagbina
Tagbina is een gemeente in de Filipijnse provincie Surigao del Sur op het eiland Mindanao. Bij de laatste census in 2007 had de gemeente bijna 37 duizend inwoners.

## Geografie

### Bestuurlijke indeling
Tagbina is onderverdeeld in de volgende 25 barangays:
| - Batunan - Carpenito - Doña Carmen - Hinagdanan - Kahayagan - Lago - Maglambing - Maglatab - Magsaysay - Malixi - Manambia - Osmeña - Poblacion | - Quezon - San Vicente - Santa Cruz - Santa Fe - Santa Juana - Santa Maria - Sayon - Soriano - Tagongon - Trinidad - Ugoban - Villaverde |

## Demografie
Tagbina had bij de census van 2007 een inwoneraantal van 36.595 mensen. Dit zijn 2.538 mensen (7,5%) meer dan bij de vorige census van 2000. De gemiddelde jaarlijkse groei komt daarmee uit op 1,0%, hetgeen lager is dan het landelijk jaarlijks gemiddelde over deze periode (2,04%). Vergeleken met de census van 1995 is het aantal mensen met 4.300 (13,3%) toegenomen.

De bevolkingsdichtheid van Tagbina was ten tijde van de laatste census, met 36.595 inwoners op 343,49 km², 94 mensen per km².